# Шолгумзь
Шолгумзь — деревня в Белозерском районе Вологодской области.
Входит в состав Визьменского сельского поселения, с точки зрения административно-территориального деления — в Визьменский сельсовет.
Расстояние по автодороге до районного центра Белозерска — 81 км, до центра муниципального образования деревни Климшин Бор — 19 км. Ближайшие населённые пункты — Глебово, Перхлойда, Сафроново.
По данным переписи в 2002 году постоянного населения не было.